# Chris McKay
Chris McKay (Winter Park, 11 de novembro de 1973) é um diretor de cinema e televisão, produtor, editor, animador e artista de efeitos visuais americano. Ele é mais conhecido por dirigir e editar três temporadas de Robot Chicken e duas temporadas de Moral Orel. Ele trabalhou como diretor de animação em Uma Aventura LEGO (2014) com Phil Lord e Christopher Miller. McKay fez sua estreia como diretor de cinema com LEGO Batman: O Filme (2017). Ele está definido para dirigir um filme em live-action do Asa Noturna.

## Infância e educação
McKay nasceu em Winter Park, Flórida, mas passou a maior parte de sua infância em Chicago, Illinois. Crescendo, McKay foi inspirado pelos filmes de Alfred Hitchcock e decidiu seguir como diretor. Ele filmou seu primeiro trabalho na câmera de filme Super 8 de seus pais. McKay freqüentou a Southern Illinois University por dois anos como estudante de cinema e completou sua graduação no Columbia College Chicago. Enquanto estudava em Chicago, McKay participou de sua primeira filmagem para a comédia de 1989, Uncle Buck.

## Carreira
No início de sua carreira, McKay trabalhou em várias empresas de locadoras de vídeo e equipamentos. Após adquirir equipamentos de produção próprios, trabalhou por três anos gravando e editando videoclipes, vídeos industriais e filmes locais. Então ele começou um trabalho de edição em uma produtora onde completou seu primeiro filme 2wks, 1yr. McKay começou sua carreira como editor, depois de deixar a empresa editou um filme de seu amigo, intitulado Kwik Stop.

### Cinema
Em 2011, a Warner Bros. contratou McKay para se juntar aos diretores Phil Lord e Christopher Miller em Uma Aventura LEGO para codirigir a animação do filme. O filme foi lançado em 7 de fevereiro de 2014 e arrecadou US$ 468 milhões contra um orçamento de US$ 60 milhões. Enquanto Lord e Miller estavam trabalhando em 22 Jump Street, eles enviaram McKay para a Austrália para supervisionar toda a animação, edição, efeitos, iluminação e renderização de Uma Aventura LEGO.
Em março de 2014, a Warner Bros. contratou McKay como diretor da sequência de Uma Aventura LEGO, que Lord e Miller produziriam, e Michelle Morgan e Jared Stern escreveriam. Em 10 de outubro, a Warner anunciou o filme spin-off, LEGO Batman: O Filme, adiando a sequência de Uma Aventura LEGO e acelerando o desenvolvimento. McKay dirigiu LEGO Batman: O Filme, que foi lançado em 10 de fevereiro de 2017.
Em fevereiro de 2015, a Warner Bros anunciou o desenvolvimento de uma adaptação cinematográfica de Hora de Aventura, que seria produzida e escrita pelo criador Pendleton Ward e produzida por Roy Lee e McKay. Em março de 2015, McKay assinou um contrato para ser produtor com a Warner Bros.
McKay está atualmente desenvolvendo e está ligado à direção de Asa Noturna, como parte do Universo Estendido da DC, e também deve dirigir uma adaptação de Jonny Quest, bem como uma sequência de LEGO Batman: O Filme intitulada Lego Superfriends. No entanto, Lego Superfriends foi cancelado após a aquisição dos direitos de filmes de Lego pela Universal Pictures. Ele, ao lado de Jon e Josh Silberman, foram escalados como produtores de Coyote vs. Acme, baseado no personagem dos Looney Tunes, Wile E. Coyote, que seria dirigido por Dave Green. No entanto, ele deixou o projeto em dezembro de 2020. Em 2021, foi anunciado que McKay substituiria Dexter Fletcher como diretor do filme Renfield, a partir de um roteiro de Ryan Ridley e um argumento de Robert Kirkman.

## Filmografia

### Cinema
| Ano  | Título               |
| ---- | -------------------- |
| 2002 | 2wks, 1yr            |
| 2017 | LEGO Batman: O Filme |
| 2021 | A Guerra do Amanhã   |
| 2023 | Renfield             |

Roteirista
| Ano  | Título                                   | Notas                                       |
| ---- | ---------------------------------------- | ------------------------------------------- |
| 2002 | 2wks, 1yr                                |                                             |
| 2020 | Dolittle                                 | Roteirista para refilmagens (não-creditado) |
| 2023 | Dungeons & Dragons: Honra Entre Rebeldes | História                                    |

Editor
| Ano  | Título                | Notas                                   |
| ---- | --------------------- | --------------------------------------- |
| 1995 | It's Now... or NEVER! |                                         |
| 1998 | 35 Miles from Normal  |                                         |
| 1998 | Stricken              |                                         |
| 1998 | Bullet on a Wire      |                                         |
| 2001 | Kwik Stop             |                                         |
| 2002 | 2wks, 1yr             |                                         |
| 2014 | Uma Aventura LEGO     | Também supervisor e diretor de animação |

Produtor
- The Lego Ninjago Movie (2017)

Produtor executivo
- The Lego Movie 2: The Second Part (2019)

### Televisão
| Ano       | Título                               | Diretor | Produtor | Roteirista | Notas                                                                    |
| --------- | ------------------------------------ | ------- | -------- | ---------- | ------------------------------------------------------------------------ |
| 2006-2008 | Moral Orel                           | Sim     | Sim      | Sim        | 19 episódios (diretor); 33 episódios (produtor); 1 episódio (roteirista) |
| 2007-2011 | Robot Chicken                        | Sim     | Sim      | Não        | 42 episódios (diretor); 27 episódios (produtor)                          |
| 2009      | Titan Maximum                        | Sim     | Sim      | Não        | 9 episódios (diretor); 9 episódios (produtor)                            |
| 2010      | Robot Chicken: Star Wars Episode III | Sim     | Sim      | Não        | Especial de TV                                                           |